# 석곡관측과학기술연구원
석곡관측과학기술연구원은 관측과학 및 지형공간 정보기술의 발전을 위한 연구와 지도, 조사와 건의, 정부 기타 공공단체가 행하는 관련사업에 대한 기술협조 및 자문 등을 목적으로 1995년 9월 2일 설립허가된 대한민국 과학기술정보통신부 소관의 재단법인이다. 사무실은 135-703 서울특별시 강남구 역삼동 635-4 과기회관 808호에 있다.